# Karl Eduard Arnd
Karl Eduard Arnd (* 23. Februar 1802 in Wągrowiec; † 3. September 1874 in Charlottenburg) war ein deutscher Geschichtsschreiber.

## Leben
Arnd war der Sohn eines Justizamtmanns. Er studierte seit 1821 an der Universität Breslau und der Humboldt-Universität zu Berlin Rechtswissenschaften, Philosophie und Geschichte.  Anschließend widmete er sich berufsmäßig der Schriftstellerei. Später begleitete er seinen Jugendfreund, den Grafen Konrad Adolf von Dyhrn auf einer Reise durch Frankreich und die Schweiz nach Italien. Er lebte zunächst für einige Zeit in Rom und danach in Paris. Beim Ausbruch der Februarrevolution verließ er Frankreich und kehrte nach Deutschland zurück, wo er sich in Berlin niederließ und im Alter von 72 Jahren starb.

## Wirken
Arnd begann sein literarisches Schaffen mit Tragödien, welches aber meist Adaptionen oder Bearbeitungen bereits bekannter Werke waren. Als Beispiel sei hier William Shakespeares Zwei Herren aus Verona genannt, das für Arnds Die beiden Edelleute in Venedig Pate stand.
Für die Weltgeschichte für Kinder und Kinderlehrer des Pädagogen Karl Friedrich Becker verfasste Arnd eine Fortsetzung, von der französischen Revolution bis in die Gegenwart (1871); Inhalt und Stil dieser Fortsetzung reichte aber an die Qualität des Ursprungswerkes nicht heran.
Sachbücher
- Geschichte des Ursprungs und der Entwickelung des französischen Volks. 3 Bände. Leipzig 1844–1846.
- Geschichte der französischen Revolution von 1789 bis 1799. 6 Bände. Braunschweig 1851.
- Geschichte der französischen Nationalliteratur von der Renaissance bis zur Revolution. Berlin 1856.
- Geschichte der Jahre 1848 bis 1860. Berlin: 1863.

Belletristik
- Die beiden Edelleute in Venedig. Eine Tragödie. Heilig, Berlin 1828.
- Die Geschwister von Rimini. Eine Tragödie. Max, Breslau 1829.
- Israelitische Gedichte. Stuttgart 1829.
- Cäsar und Pompejus. Ein Trauerspiel in 5 Acten. Hoffmann & Campe, Hamburg 1833.